# Divinité des toilettes
Il existe des divinités des toilettes associées aux latrines et aux toilettes. La croyance à ce type de divinités domestiques est connue dans les cultures modernes et anciennes, du Japon à la Rome antique. De telles divinités ont été associées à la santé, au bien-être et à la fertilité (en raison de l'association entre les déchets humains et l'agriculture) et ont été amadouées de diverses manières, notamment en faisant des offrandes, en les invoquant et en les apaisant par des prières, en méditant et en effectuant des actions rituelles telles que se racler la gorge avant d'entrer dans les latrines, ou même mordre celles-ci, pour renvoyer des forces spirituelles au dieu.

## Cultures modernes

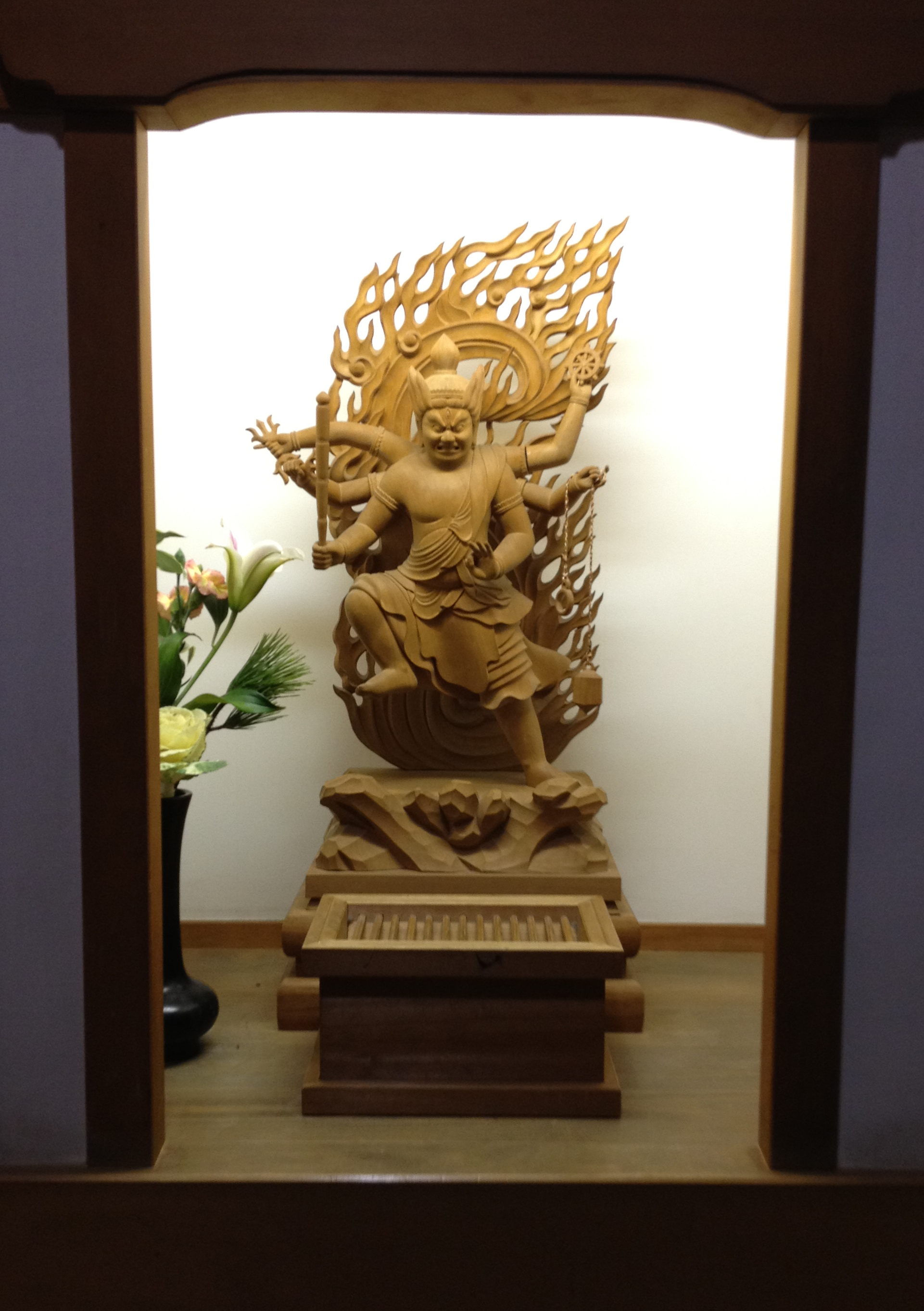
Ususama-myoo, l'un des cinq rois de la sagesse du bouddhisme, est vénéré près des toilettes du temple Sojiji à Kawasaki, au Japon.

Au Japon, la croyance au dieu des toilettes ou kawaya kami, le plus souvent représenté sous la forme d'Ususama-myō-ō (烏枢沙摩明王), avait un double objectif. La plupart des déchets corporels étaient collectés et utilisés comme engrais, garantissant ainsi un niveau global d’assainissement plus élevé que dans d’autres pays où les déchets étaient stockés dans des fosses septiques ou éliminés d’une autre manière[réf. souhaitée]. Les toilettes étaient souvent des endroits sombres et désagréables où l'utilisateur risquait de tomber et de se noyer. La protection du dieu des toilettes était donc recherchée pour éviter ce sort infect.
Le dieu avait également un rôle à jouer dans la promotion de la fertilité, puisque les déchets humains étaient collectés et utilisés comme engrais. Des rituels étaient exécutés lors du Nouvel An pour demander au kami kawaya de l'aide pour produire une bonne récolte. Dans certains endroits, les membres de la famille s'asseyaient sur une natte de paille devant les toilettes et mangeaient une bouchée de riz, symbolisant le fait de manger quelque chose que le dieu avait laissé. Des toilettes correctement aménagées devaient être décorées et maintenues aussi propres que possible, car le dieu des toilettes était considéré comme très beau. On disait que l’état des toilettes avait un effet sur l’apparence physique des enfants à naître. Les femmes enceintes  demandaient au dieu des toilettes de donner aux garçons un « nez haut » et des fossettes aux filles. On disait que si les toilettes étaient sales, les enfants naissaient laids et malheureux. Selon une autre tradition japonaise, le dieu des toilettes était censé être un homme aveugle tenant une lance dans sa main. Cela représentait une menace évidente et douloureuse lorsque l'on s'accroupissait pour déféquer ; il était donc considéré comme nécessaire de se racler la gorge avant d'entrer afin que le dieu aveugle des toilettes rengaine sa lance.
Des rituels et des noms variés étaient associés au dieu des latrines selon les régions du Japon. Sur l'île d'Ishigaki, on l'appelait kamu-taka et les malades l'apaisaient avec des bâtons d'encens, des fleurs, du riz et du vin de riz. Dans l'ancien district de Minamiazumi (préfecture de Nagano), les personnes souffrant de maux de dents offraient des lumières au dieu des toilettes, appelé takagamisama. Les habitants d'Hiroshima appelaient le dieu des toilettes Setchinsan, ceux de la préfecture d'Ōita l'appelaient Sechinbisan et ceux de la préfecture d'Ehime Usshimasama. L'anthropologue américain John Embree (en) a rapporté dans les années 1930 que les habitants d'une partie de l'île de Kyūshū mettaient une branche de saule ou de micocoulier chinois décorée de morceaux de mochi (gâteau de riz) dans les toilettes en guise d'offrande pour demander au dieu des toilettes de protéger les habitants de la maison des problèmes de vessie au cours de l'année à venir.
Les Aïnous, peuple de l'extrême nord du Japon et de l'Extrême-Orient russe, croyaient que le Rukar Kamuy, leur version du dieu des toilettes, serait le premier à leur venir en aide en cas de danger.
Dans les îles Ryukyu (y compris l'archipel d'Okinawa), le fuuru nu kami, ou « dieu shintō des toilettes », est le protecteur familial de la zone des déchets. En l'absence de ce dieu bienveillant, les toilettes à cochons (ふーる / 風呂) pourraient devenir un lieu d'influence maléfique et de hantise potentielle (comme par un akaname, ou d'autres esprits néfastes attirés par l'accumulation de déchets, rejetés et abandonnés par le corps humain). Comme il est considéré comme un dieu domestique important, l'habitat du fuuru nu kami (la salle de bain) est maintenu propre et perçu comme justifiant un comportement déférent. Des rapports sur la situation de la famille sont régulièrement transmis au fuuru nu kami. Il partage des traits avec la déesse coréenne de la salle de bain Cheuksin (en).
En Corée, la divinité des toilettes Cheuksin (en) (ou cheukgansin) était connu comme la « jeune dame des toilettes ». Elle était considérée comme ayant un « caractère pervers » et était apaisée chaque année en octobre par la maîtresse de maison, en même temps que les autres dieux du foyer.
Il existait en Chine une forme assez différente de divinité des toilettes, Zigu (en) (紫姑), également connue sous le nom de Mao Gu, la Dame des Latrines, ou la Troisième Fille des Latrines. On croyait qu’elle était l’esprit d’une concubine qui avait été physiquement maltraitée par une épouse vengeresse et était morte dans les latrines. Son culte semble être originaire de la région du Shanxi et s'être répandu dans toute la Chine à l'époque des Tang. Les femmes la vénéraient sous la forme d'une poupée faite-maison le quinzième jour du premier mois de chaque année, lorsqu'elle était invoquée rituellement dans les latrines pendant la nuit. Des prières étaient adressées à la poupée, lui disant que le mari et la femme étaient partis et qu'elle pouvait désormais sortir en toute sécurité. Les mouvements de la poupée – parfois interprétés sous forme d'écriture automatique – étaient utilisés par les fidèles pour prédire l’avenir. Une autre interprétation est venue d'un roman populaire de la période Ming, qui décrivait la divinité des latrines comme trois sœurs responsables de la Louche Dorée primitive (hunyuan jindou), ou cuvette de toilette céleste, d'où tous les êtres étaient sortis.
Certaines variantes du bouddhisme comprennent une croyance en Ucchuṣma, le « dieu des latrines », censé détruire la souillure. Un culte s'est développé autour d'Ucchuṣma dans les monastères zen où les latrines, le bain et la salle de méditation ou le réfectoire étaient considérés comme les trois « lieux silencieux » (sanmokudō) destinés à la contemplation.
En Nouvelle-Zélande, on croyait que les atua – les dieux et les esprits du peuple maori – se concentraient sur les latrines du village. Si un guerrier souffrait de maladie ou de faiblesse cardiaque ou effectuait une activité considérée comme tapu, il se retirait dans les latrines et mordait leur structure. On disait que les dieux fréquentaient les latrines en grand nombre et que les excréments étaient considérés comme la nourriture des morts. Mordre les latrines permettait de renvoyer la qualité tapu que le mordeur avait acquise à ses origines dans le monde des dieux. La pratique de mordre pour transférer du mana ou du tapu était observée dans d'autres domaines de la vie maorie, comme lorsqu'un fils mordait le pénis de son père décédé pour acquérir ses pouvoirs, ou lorsqu'un élève tisserand mordait une partie du métier à tisser pour acquérir du tapu afin de l'aider à apprendre à tisser.

## Anciennes cultures européennes

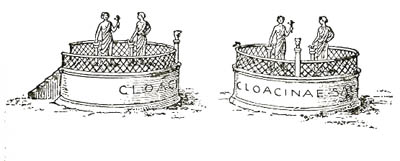
Le sanctuaire de Vénus Cloacine au Forum romain.

Les habitants de la Rome antique avaient une déesse des égouts, un dieu des toilettes et un dieu des excréments. La déesse des égouts Cloacina (nommée d'après le mot latin cloaca ou égout) était empruntée à la mythologie étrusque et considérée comme la protectrice de la Cloaca Maxima, le système d'égouts de Rome. Un des premiers souverains romains, Titus Tatius, lui a construit un sanctuaire dans ses toilettes ; elle était invoquée si les égouts étaient bloqués ou bouchés. Elle fut plus tard fusionnée avec la déesse romaine Vénus, plus connue, et vénérée au sanctuaire de Vénus Cloacina sur le Forum romain.
Les premiers chrétiens prétendaient que les Romains avaient un dieu des toilettes nommé Crepitus, qui était également le dieu des flatulences et était invoqué si quelqu'un souffrait de diarrhée ou de constipation. Il n’existe aucune référence ancienne à Crepitus. Les Romains apaisaient également Stercutius (nommé d'après stercus ou excrément), le dieu du fumier, qui était particulièrement important pour les agriculteurs lorsqu'ils fertilisaient leurs champs avec du fumier. Il avait une relation étroite avec Saturne, le dieu de l'agriculture. Les premiers chrétiens semblent avoir trouvé Stercutius particulièrement ridicule ; il fut la cible des moqueries d'Augustin dans son livre La Cité de Dieu au début du Ve siècle après J.-C..

## Dans la culture populaire
L'auteure-compositrice-interprète japonaise Kana Uemura a eu un succès en tête du Billboard en 2010 avec « Toilet no Kamisama », une chanson sur le lien qu'elle noue avec sa grand-mère autour d'une déesse vivant dans des toilettes.
Terry Pratchett parle de la déesse Cloacina dans son roman Dodger (en) (2012). La déesse y est appelée « la Dame » ou « la Dame des rats » par les chiffonniers qui fouillent dans les égouts de Londres, et Dodger fait plus tard le lien entre cette figure et la déesse romaine après avoir appris que le système d'égouts de Londres a été commencé par les Romains.